# Vi føder vores barn
|  | Denne artikel er oprettet af botten PalnaBot ud fra en ekstern database. Den kan derfor have sproglige fejl eller mangler. Denne skabelon kan fjernes efter kontrol af indholdet. |

Vi føder vores barn er en dokumentarfilm fra 1973 instrueret af Susie Haxthausen efter manuskript af Lise Loft, Beth Ryde.

## Handling
En personlig beretning, der giver indblik i et kommende forældrepars aktive og fælles forberedelser til fødslen. Parret arbejder hjemme med afspænding, med vejrtrækningsteknik og 'gennemgår' sammen fødslen. Manden er med til alle jordemoderundersøgelserne og til selve fødslen, der følges nøje.